# Open Saint-Brieuc 2024
L'Open Saint-Brieuc 2024 è stato un torneo maschile di tennis professionistico. È stata la 19ª edizione del torneo, facente parte della categoria Challenger 75 nell'ambito dell'ATP Challenger Tour 2024, con un montepremi di 73 000 €. Si è giocato dal 14 al 20 ottobre 2024 sui campi in cemento indoor del Salle Steredenn / Tennis Club de Saint-Brieuc di Saint-Brieuc, in Francia.

## Partecipanti

### Teste di serie
| Nazionalità | Giocatore         | Ranking* | Testa di serie |
| ----------- | ----------------- | -------- | -------------- |
| Francia     | Lucas Pouille     | 125      | 1              |
| Francia     | Grégoire Barrère  | 149      | 2              |
| Francia     | Titouan Droguet   | 166      | 3              |
| Francia     | Benjamin Bonzi    | 176      | 4              |
| Francia     | Valentin Royer    | 182      | 5              |
| Regno Unito | Paul Jubb         | 186      | 6              |
| Francia     | Matteo Martineau  | 204      | 7              |
| Francia     | Antoine Escoffier | 210      | 8              |

* Ranking al 30 settembre 2024.

### Altri partecipanti
I seguenti giocatori hanno ricevuto una wild card per il tabellone principale:
- Mathias Bourgue
- Sascha Gueymard Wayenburg
- Moïse Kouamé

I seguenti giocatori sono entrati in tabellone come alternate:
- Ričardas Berankis
- Clément Tabur

I seguenti giocatori sono passati dalle qualificazioni:
- Max Hans Rehberg
- Jakub Paul
- Kyle Edmund
- Lucas Poullain
- Jiří Veselý
- Mika Brunold

Il seguente giocatore è entrato in tabellone come lucky loser:
- Maxime Chazal

## Punti e montepremi
| Torneo    | Torneo              | V     | F     | SF    | QF    | 2T    | 1T  | Q | Q2  | Q1  |
| Singolare | Punti               | 75    | 44    | 22    | 12    | 6     | 0   | 4 | 2   | 0   |
| Singolare | Premi in denaro (€) | 9,880 | 5,820 | 3,450 | 2,000 | 1,165 | 720 | – | 360 | 185 |
| Doppio    | Punti               | 75    | 44    | 22    | 12    | –     | 0   | – | –   | –   |
| Doppio    | Premi in denaro (€) | 4,250 | 2,450 | 1,480 | 880   | –     | 500 | – | –   | –   |

## Campioni

### Singolare
Benjamin Bonzi ha sconfitto in finale  Lucas Pouille con il punteggio di 6–2, 6–3.

### Doppio
Geoffrey Blancaneaux /  Gabriel Debru hanno sconfitto in finale  Jakub Paul /  Matěj Vocel con il punteggio di 3–3 rit.